# Tespis

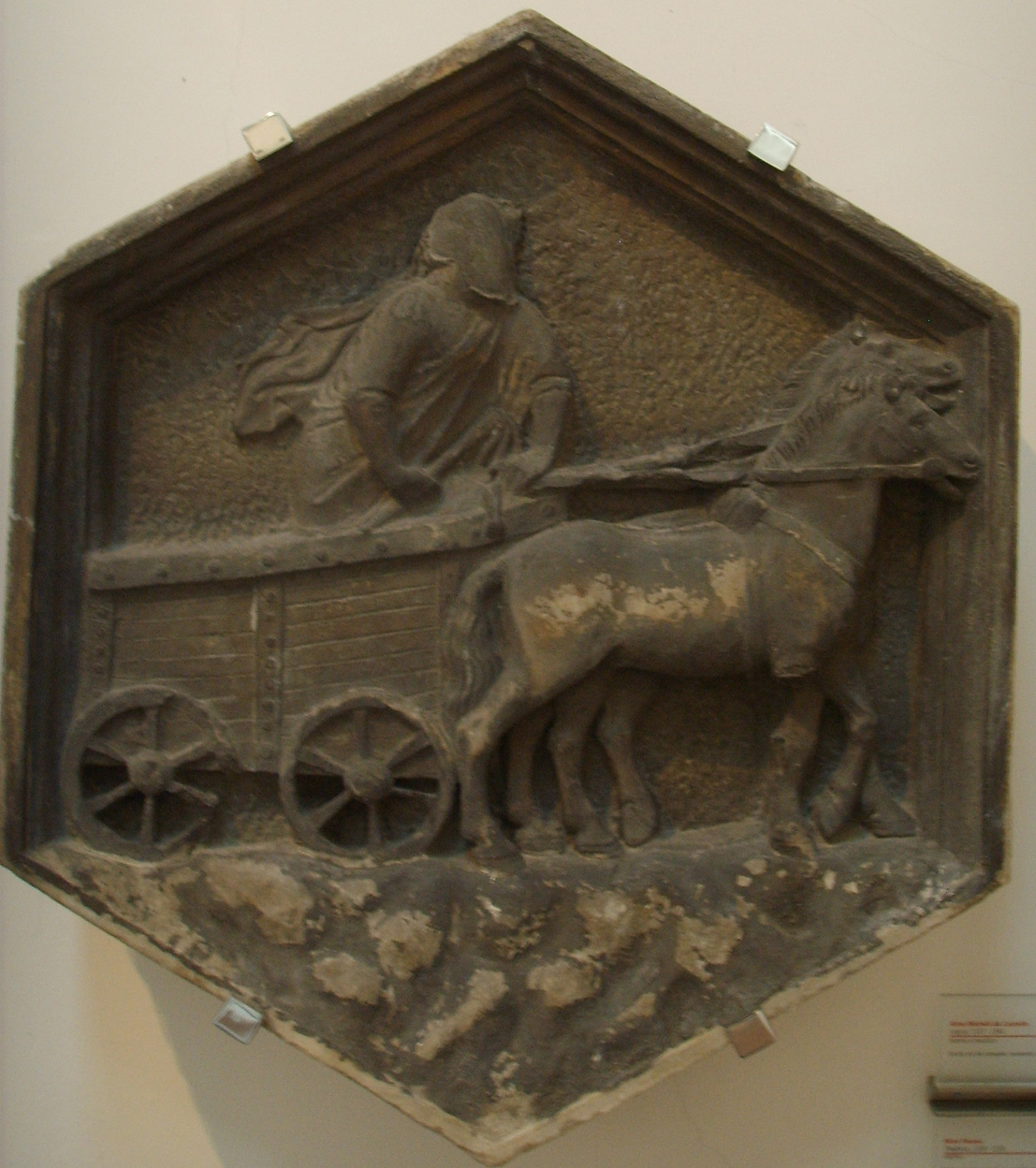
Wóz Tespisa (Dzwonnica Giotta)

Tespis z Ikarii (stgr. Θέσπις – Thespis; VI w. p.n.e.) – grecki poeta i aktor, twórca tragedii – aktora (odpowiadacza), dialogu z chórem.

## Tragedia Tespisa
Tragedia Tespisa wyrosła na gruncie attyckim. Jej podstawą był dytyramb jako pieśń ku czci Dionizosa, ale w tym przypadku chór wykonujący dytyramb nie składał się z satyrów. Tworzyli go uczestnicy uroczystości dionizyjskich, tj. zwykli pasterze.
Tespis, wystawiając na wsiach dramaty, wykorzystywał czółno osadzone na kółkach (tzw. carrus navalis - „wóz Tespisa”), co uważa się za pierwszy rekwizyt teatralny. Mogło być tak, że sam Tespis, który występował jako Dionizos, siedział w czółnie i prowadził dialog z chórem. Tematem mogła być historia Dionizosa przybywającego z zamorskich terenów azjatyckich do Grecji.
Kluczowy w ewolucji tragedii był pierwszy aktor, którego wprowadził Tespis, a także mówiony, a nie śpiewany prolog, mający na celu zapoznanie odbiorców z przedstawianą historią. Pierwszy aktor stanowił zapowiedź dialogu, jaki toczył się między aktorem a przodownikiem chóru albo z samym chórem.
Tragedia Tespisa musiała odnieść ogromny sukces, ponieważ poeta wystąpił również w Atenach: „według tzw. Marmor Parium pierwszy występ Tespisa w stolicy Attyki odbył się w 534 roku p.n.e., kiedy to tragedię uznano za imprezę ogólnonarodową”.
Nie zachowały się autentyczne fragmenty jego dzieł.